# Biserica Sfinții Trei Ierarhi din Cernăuți
Biserica „Sfinții Trei Ierarhi” (în ucraineană Трьох-Святительська церква), numită și Biserica Seminarului, (în ucraineană Семінарська церква) este un lăcaș de cult ortodox din Cernăuți, în Bucovina de Nord, parte a Eparhiei Cernăuți și Bucovina a Bisericii Ortodoxe a Ucrainei. A fost construită în anul 1882, fiind integrată în ansamblul Reședinței mitropoliților Bucovinei și Dalmației. La 24 august 1963 a fost declarată monument de arhitectură de importanță națională a RSS Ucrainene (nr. 778/3).
La 28 iunie 2011, la 71 de ani de la Ocupația sovietică a Basarabiei și Bucovinei de Nord, în cadrul celei de-a 35-a sesiuni a Comitetului UNESCO, biserica a fost inclusă pe Lista patrimoniului mondial UNESCO, ca parte a ansamblului arhitectural al reședinței mitropolitane.

## Etimologie
Hramul bisericii este dedicat Sfinților Trei Ierarhi: Vasile cel Mare, Grigorie Teologul și Ioan Gură de Aur.

## Arhitectură

### Exterior
Biserica are cinci turle și o conhă, fiind construită în stil bizantin cu elemente de eclectism. Clădirea este realizată din cărămidă, în plan dreptunghiular alungit est-vest, cu absidă și încăperi semicirculare adiacente. Domul central este susținut de un tambur decorat cu arcade, vitralii și cornișe. Pe turle sunt așezați „cruci constantinopolitane”, inspirate de Patriarhia Ecumenică de Constantinopol.
Intrarea principală este în stil portal cu arcadă și coloane. Fațada este decorată cu vitralii, sculpturi în piatră și un bogat decor sculptural. Ansamblul este dominat de cele cinci turle, cu o cruce masivă în vârf, care combină stilurile crucii grecești, malteze și celtice.

### Interior

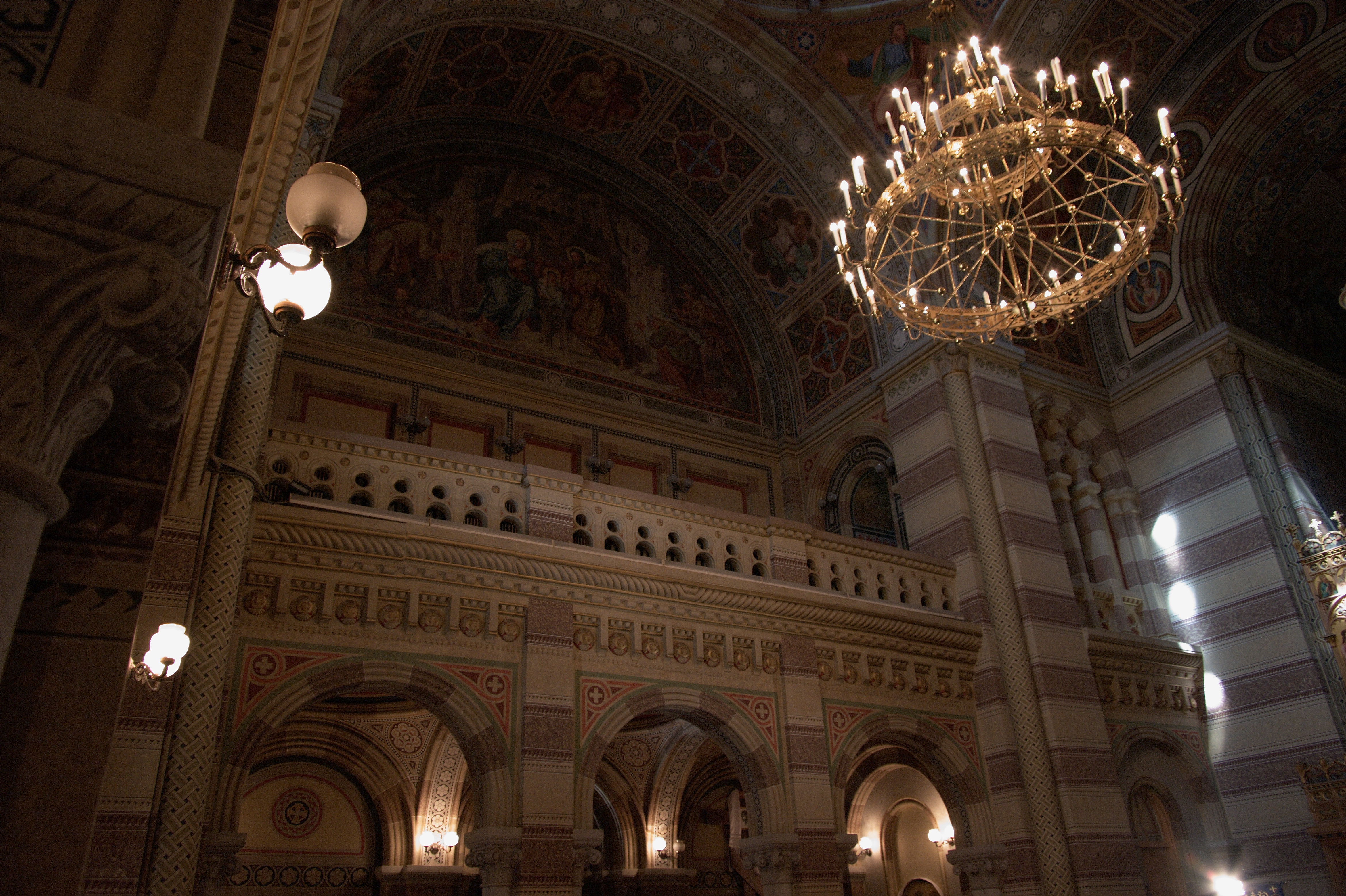
Interior

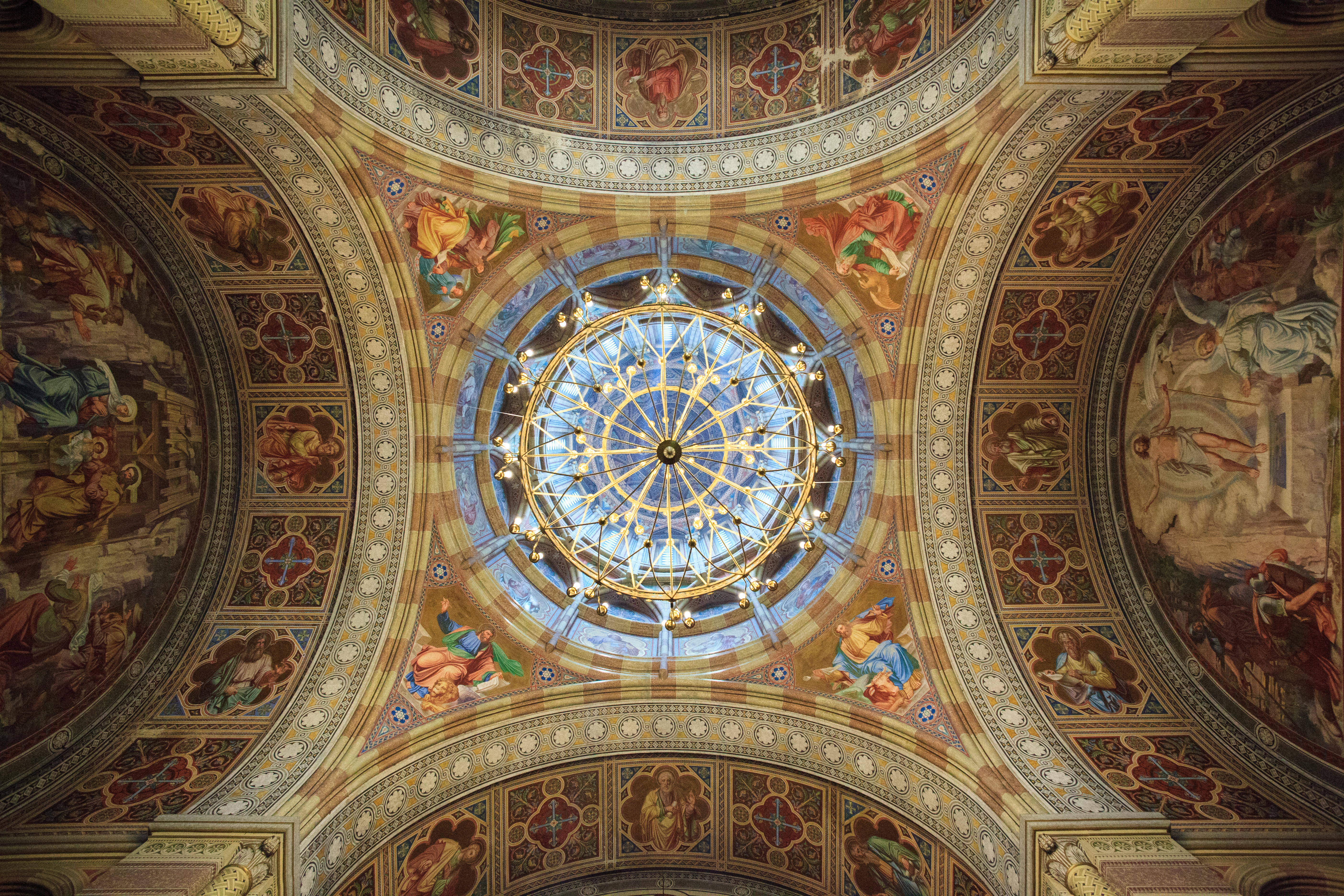
Pictură murală de pe tavanul bisericii

Interiorul este proiectat pentru a amplifica profunzimea și înălțimea spațiului liturgic. Tamburul luminator este susținut de arcuri și pandantive pe patru pilaștri masivi. Coloanele în grup separă nava principală de navele laterale.
Decorația interioară este fastuoasă, cu sculpturi, poleială și pictură murală în stil postacademic. Sculptorița Anna Hofmann a realizat ornamentele sculptate ale celor 12 capiteluri. Pictura murală a fost executată de Carl Jobst (scene biblice) și Epaminonda Bucevschi, care a pictat motive geometrice inspirate de ouă încondeiate|ouăle încondeiate, covoare bucovinene și ștergare tradiționale.
Altarul este format dintr-o masă de piatră în formă de cub, acoperită cu o placă masivă de piatră și lemn. Acustica excepțională a bisericii o face ideală pentru muzica corală bisericească.

### Icoanele și iconostasul

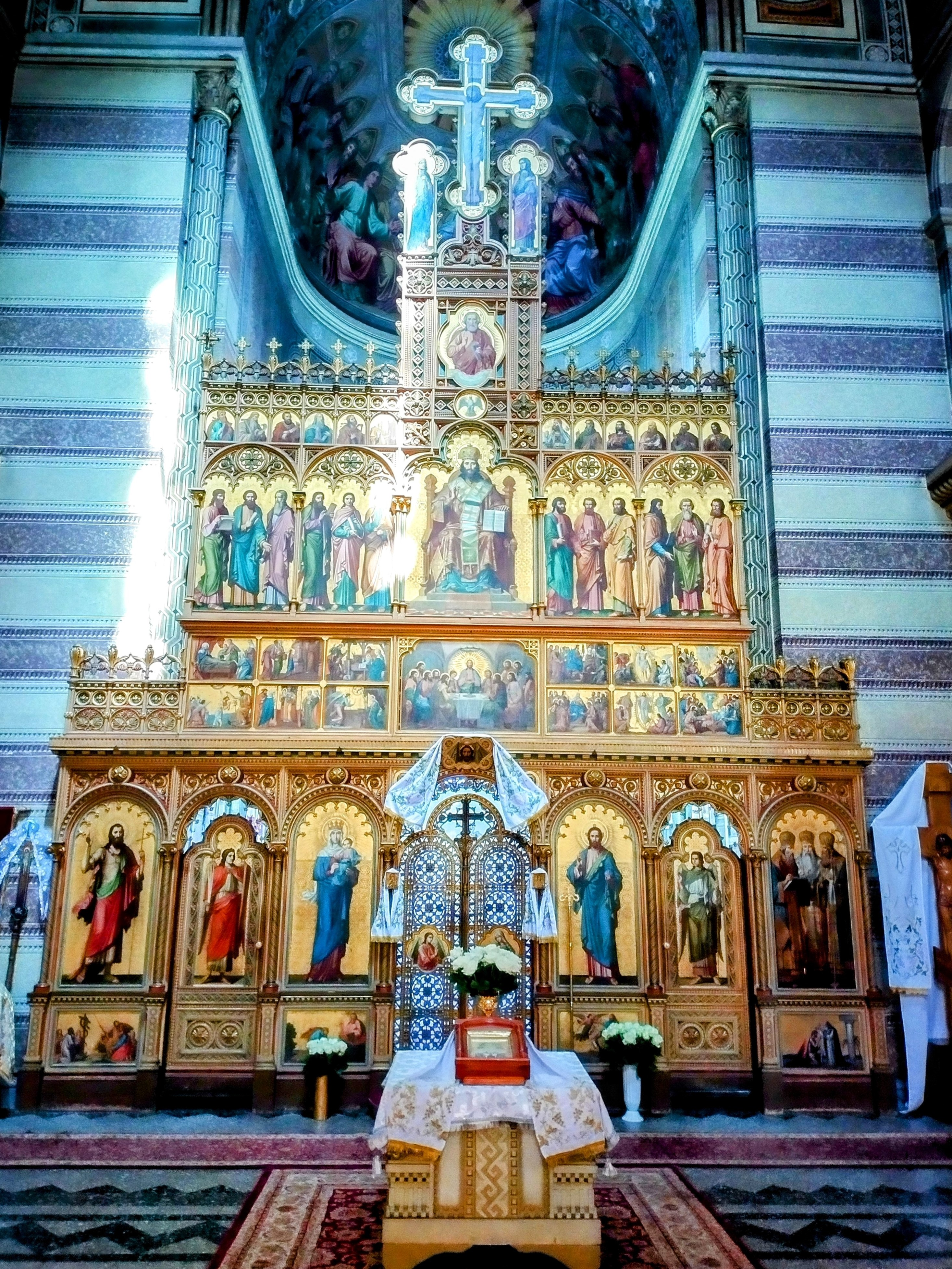
Iconostasul bisericii

Punctul central al interiorului este iconostasul cu cinci registre, împodobit cu icoane respectând canoanele ortodoxe:
- Registrul 1 (de jos) – icoane cu teme din Vechiul Testament. Pe ușile împărătești sunt reprezentate Arhanghelul Gavriil și Fecioara Maria (Buna Vestire). Deasupra ușilor – Hristos cel Neînchipuit, flancat de icoanele Maicii Domnului cu Pruncul și ale Mântuitorului Hristos.
- Ușile diaconești – reprezentări ale Arhanghelilor Mihail și Gavriil.
- Icoanele laterale – Ioan Botezătorul și cei trei ierarhi: Vasile cel Mare, Grigore Teologul și Ioan Gură de Aur.
- Registrul 2 – cuprinde cele 12 Praznice împărătești, cu „Cina cea de Taină” în centru. De remarcat este prezența unei icoane a „Învierea lui Iisus”, rar întâlnită în iconostasele ortodoxe din centrul și estul Ucrainei.
- Registrul 4 (apostolic) – îl are în centru pe Hristos Pantocrator pe tron, înconjurat de cei 12 Apostoli, neidentificați prin nume.
- Registrul 5 (profetic) – chipurile celor 12 profeți vechi-testamentari în medalioane.
- Vârful iconostasului – o reprezentare a Răstignirii cu Maica Domnului și Ioan Evanghelistul de o parte și de alta. Crucea este unică, având 12 terminații.

## Istoric

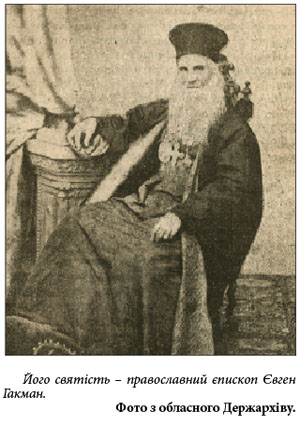
Mitropolitul Eugenie Hacman

În anii 1860, mitropolitul român Eugenie Hacman a obținut statutul de mitropolie pentru Biserica Ortodoxă din Bucovina și permisiunea pentru construirea unei reședințe arhierești. La 20 august 1863, împăratul Franz Joseph I al Austriei a aprobat planul elaborat de arhitectul ceh Josef Hlávka pentru întregul ansamblu, care includea și biserica Trei Ierarhi.
Piatra de temelie a fost pusă la 19 aprilie 1867. Lucrările au fost finalizate în 1882, marcând finalul construcției ansamblului reședinței mitropolitane. Biserica a fost deservită de studenți teologi și profesori ai seminarului teologic.
După unirea Bucovinei cu România, biserica a devenit reședința Mitropoliei Bucovinei din cadrul Bisericii Ortodoxe Române.
Până la ocupația sovietică a Cernăuților din 1940/1944, biserica a fost considerată românească.

### În perioada sovietică
În urma urma pactului Hitler-Stalin, Bucovina de Nord a fost ocupată de URSS. A început astfel o persecuție a credincioșilor. În perioada 1944–1991, biserica a fost închisă, iar spațiul a fost utilizat ca sală pentru echipamente electronice. Cu toate acestea, conducerea Universității din Cernăuți a reușit să păstreze picturile murale și iconostasul în stare bună.

### După 1991
După destrămarea URSS, în anii 1990, lăcașul a fost redeschis pentru cult, devenind parohie a Patriarhiei Kievului, ulterior parte a Biserica Ortodoxă a Ucrainei autocefale.
Slujbele au loc zilnic:
- Zile lucrătoare: 7:45 (dimineața), 16:00 (seara)
- Duminica: 8:40
- Sărbători legale: 7:40

Sărbătoarea hramului, Trei Ierarhi, este celebrată cu solemnitate la 30 ianuarie.

## Restaurări
- 2006 – începutul restaurării complexe a cupolelor și acoperișului
- 2009–2010 – modernizarea sistemului de încălzire
- 14 decembrie 2019 – trecerea sub jurisdicția canonică a arhiepiscopului de Cernăuți și Bucovina, conform decretului nr. 820 al mitropolitului Epifanie al Ucrainei

## Galerie

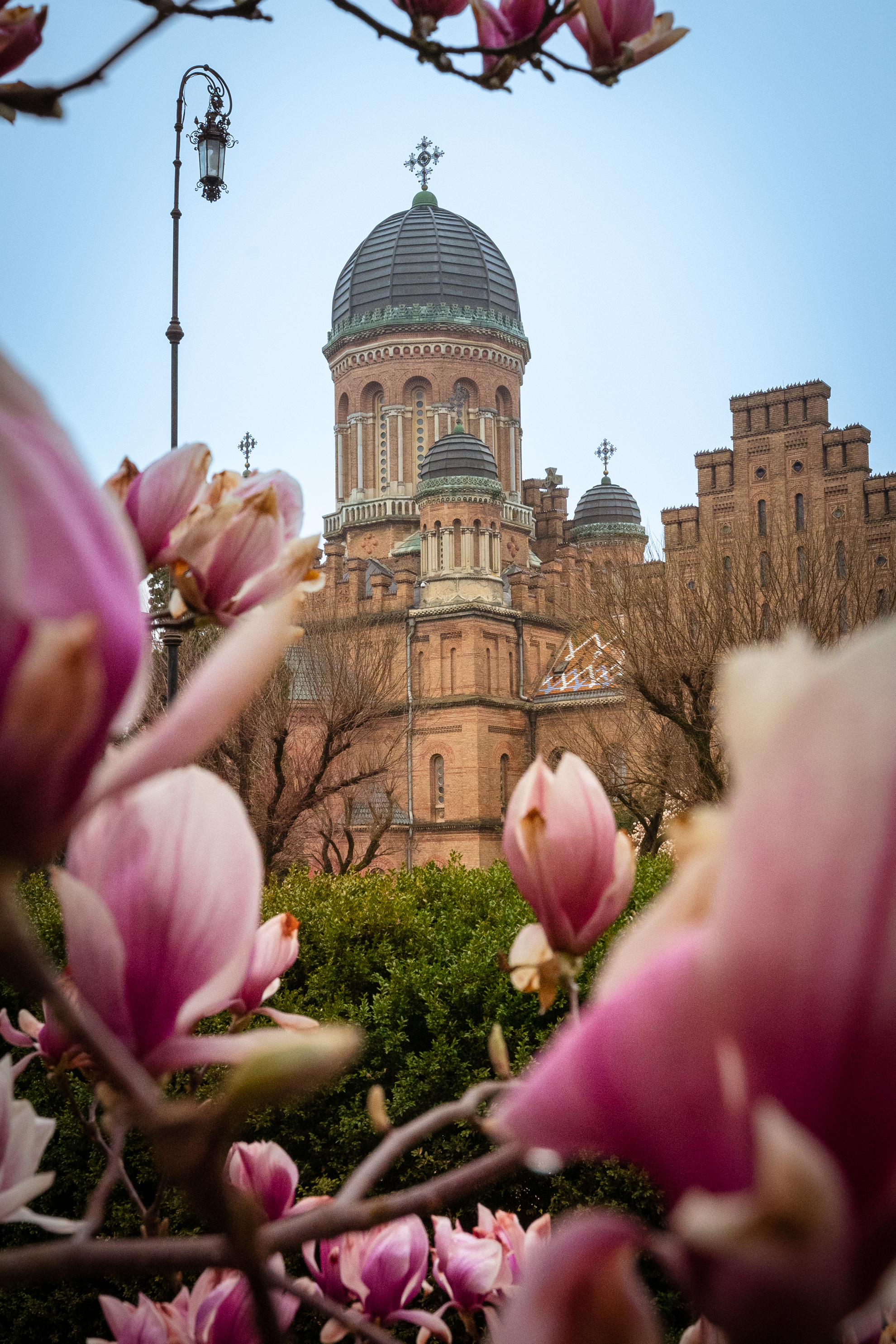
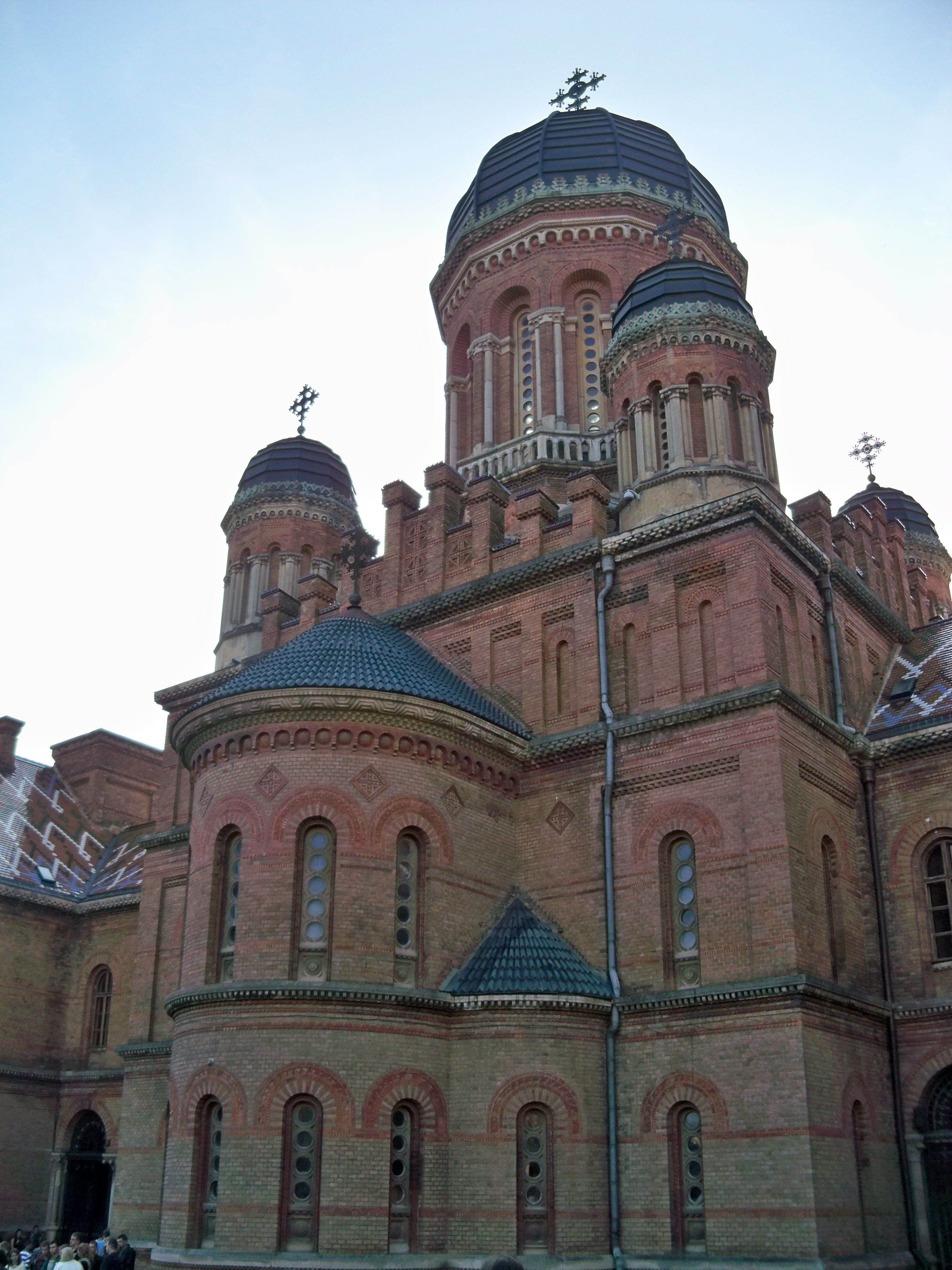
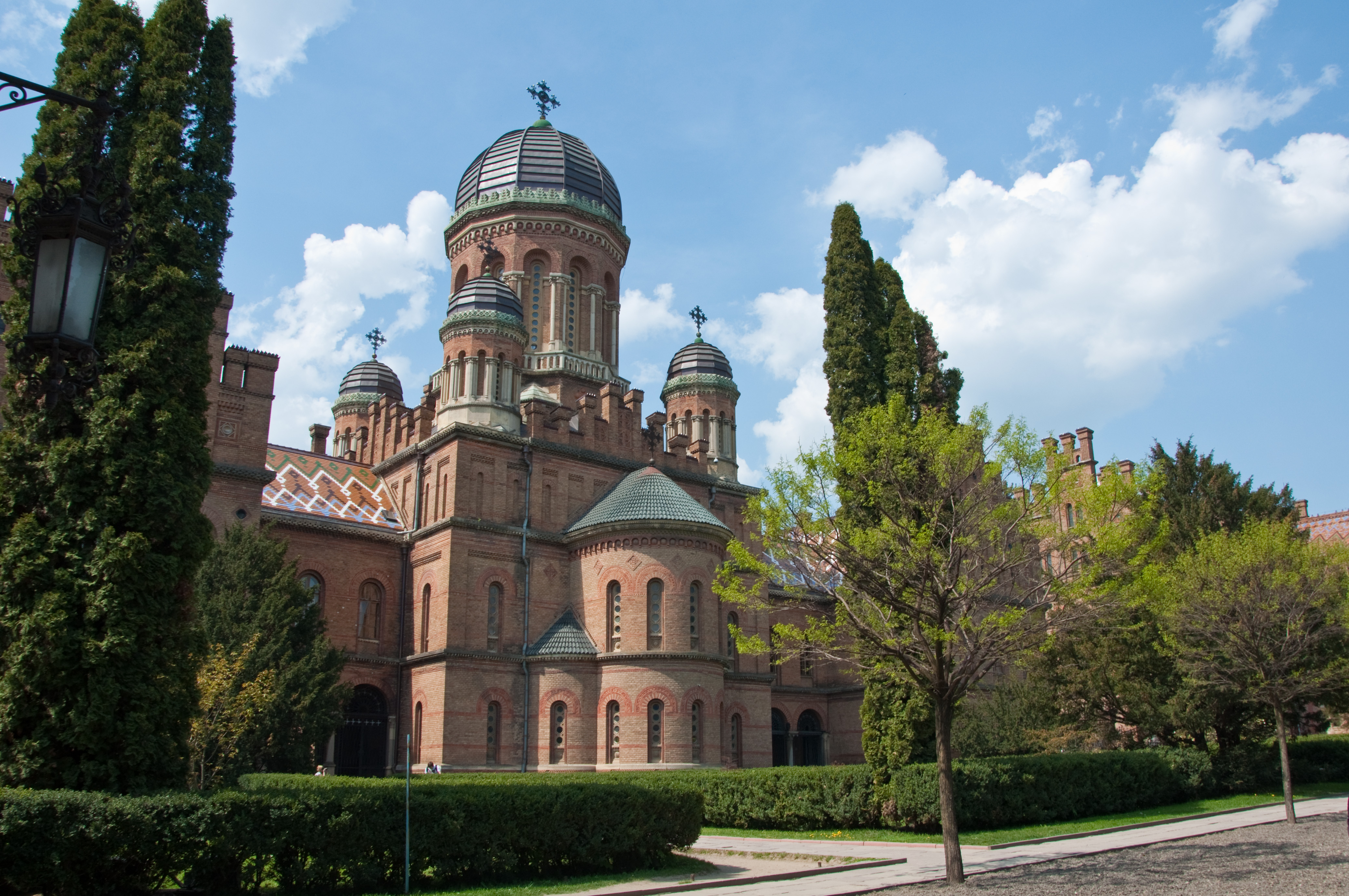
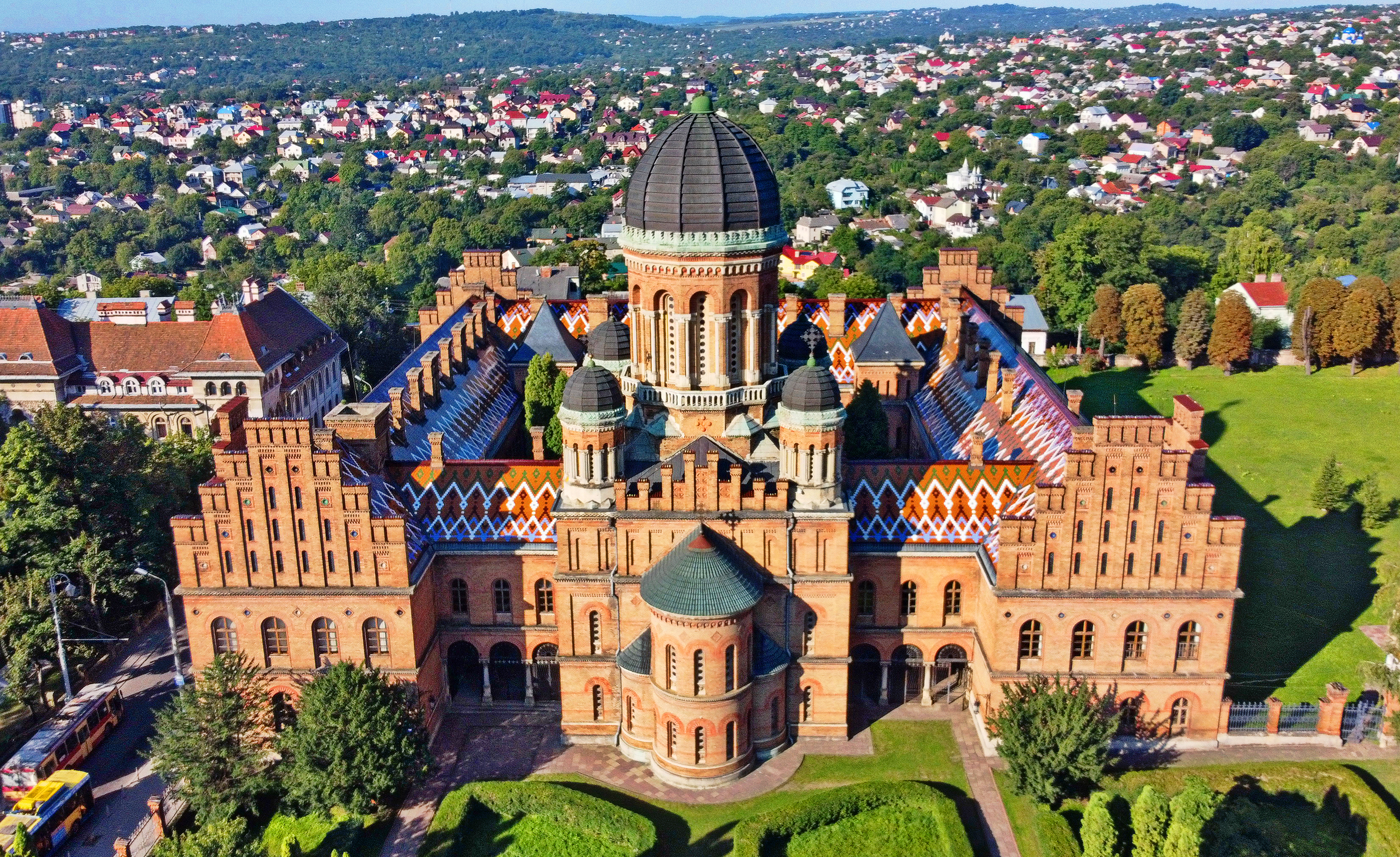
Biserica în cadrul întregului ansamblu mitropolitan
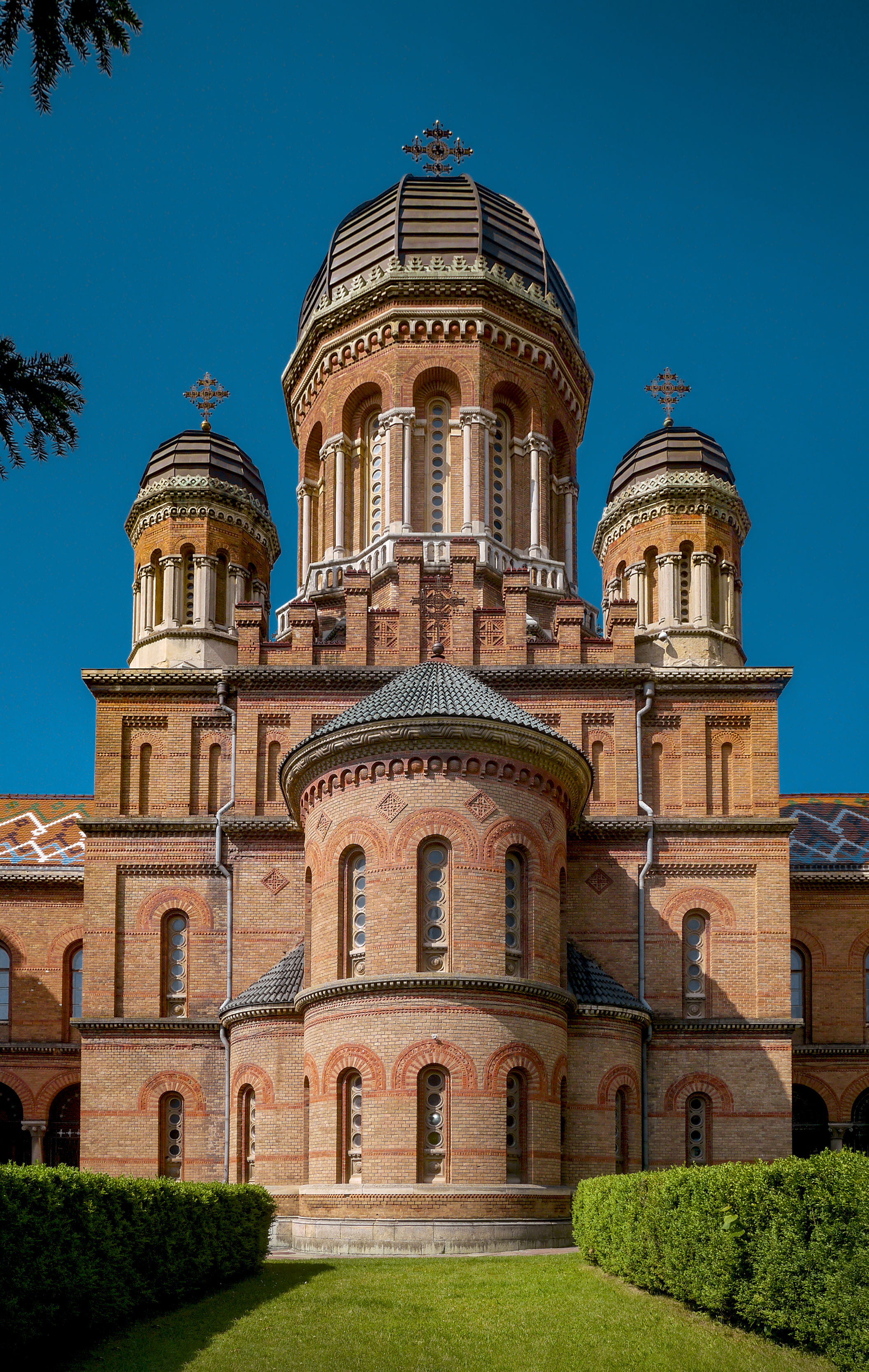
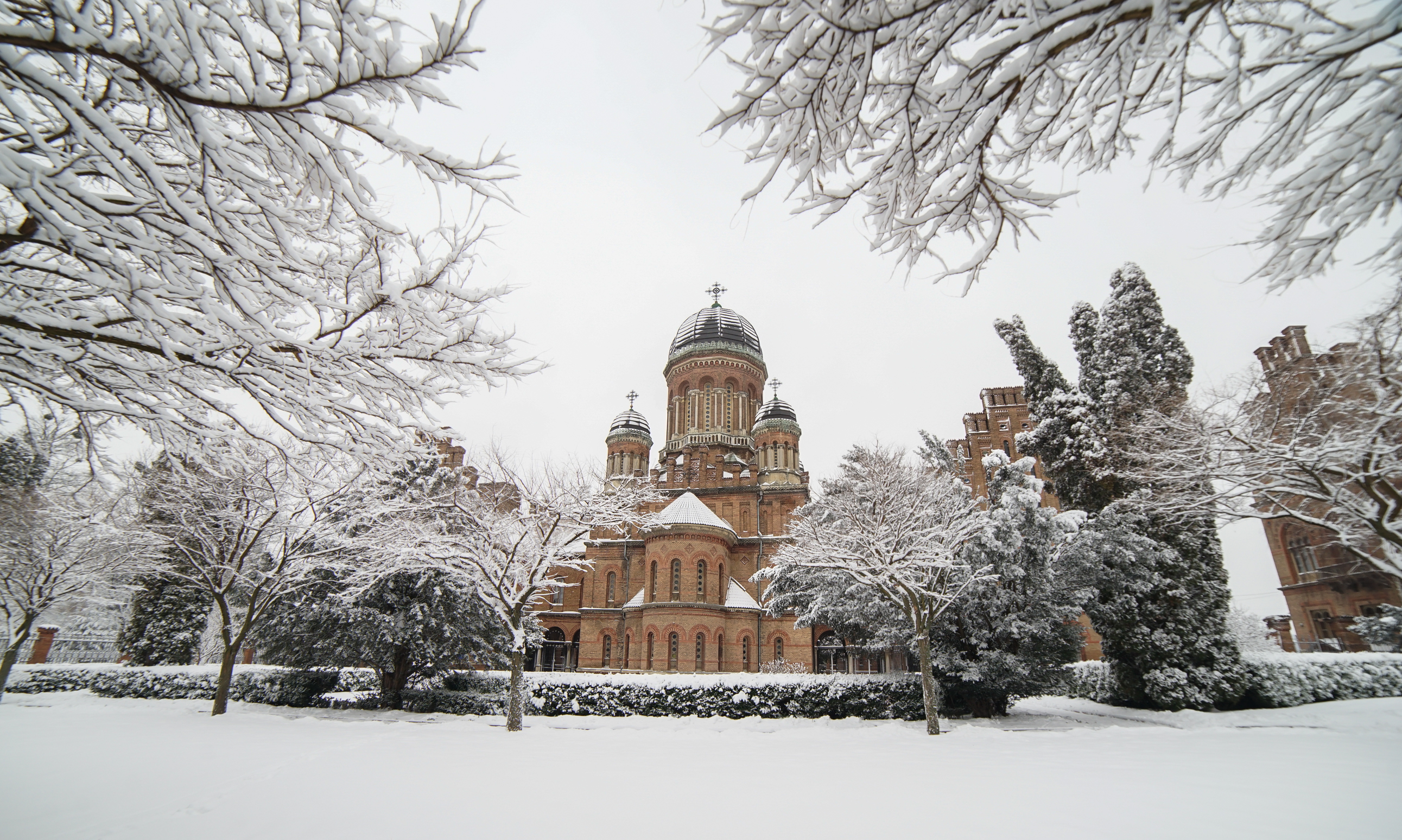
Biserica în timpul iernii
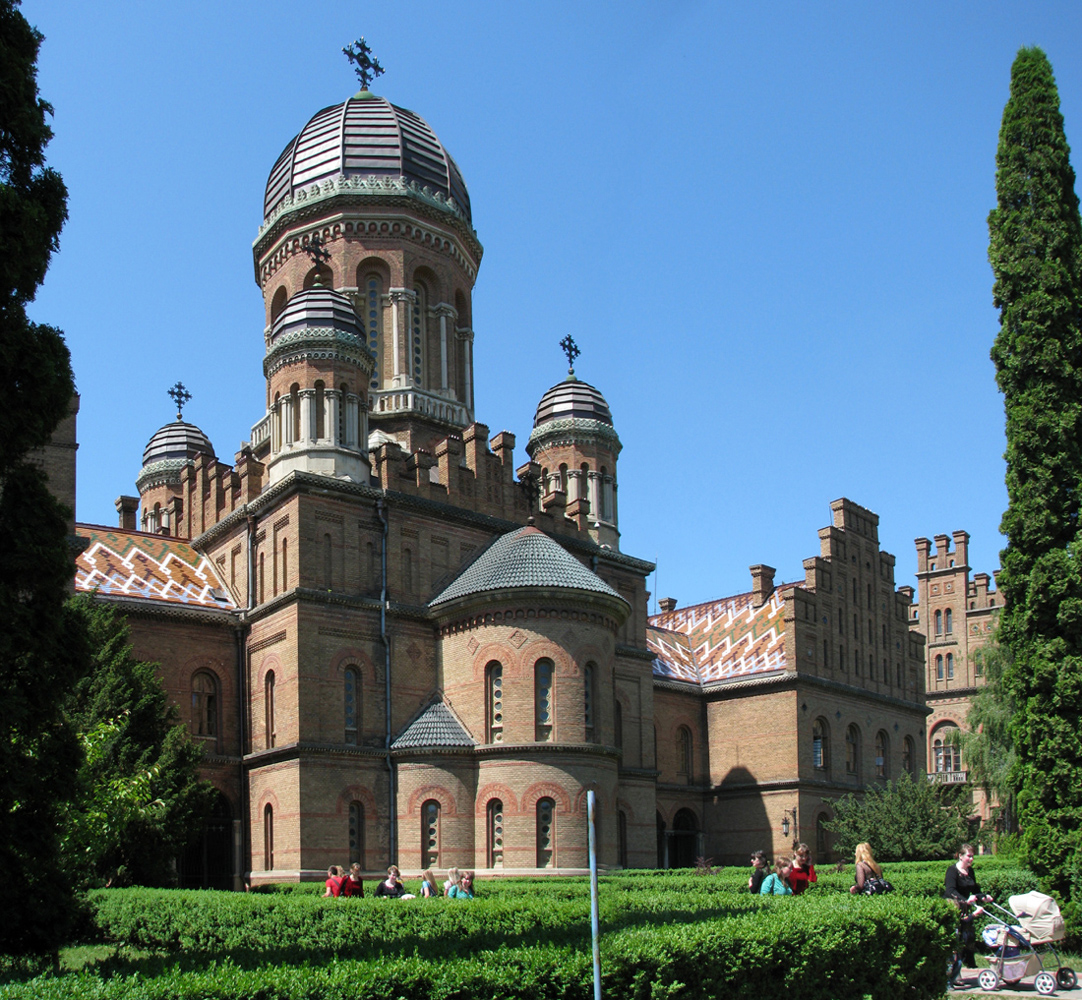
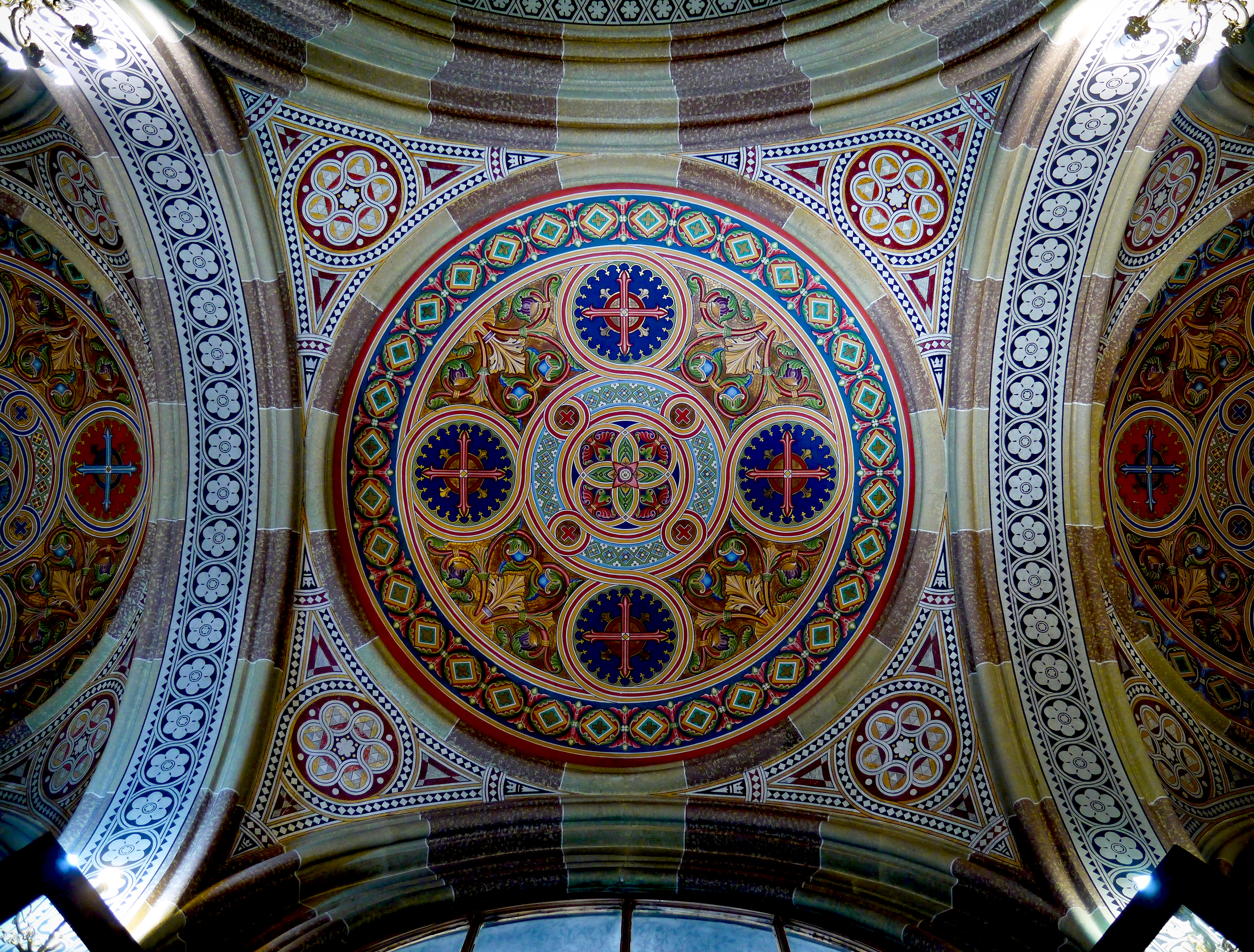
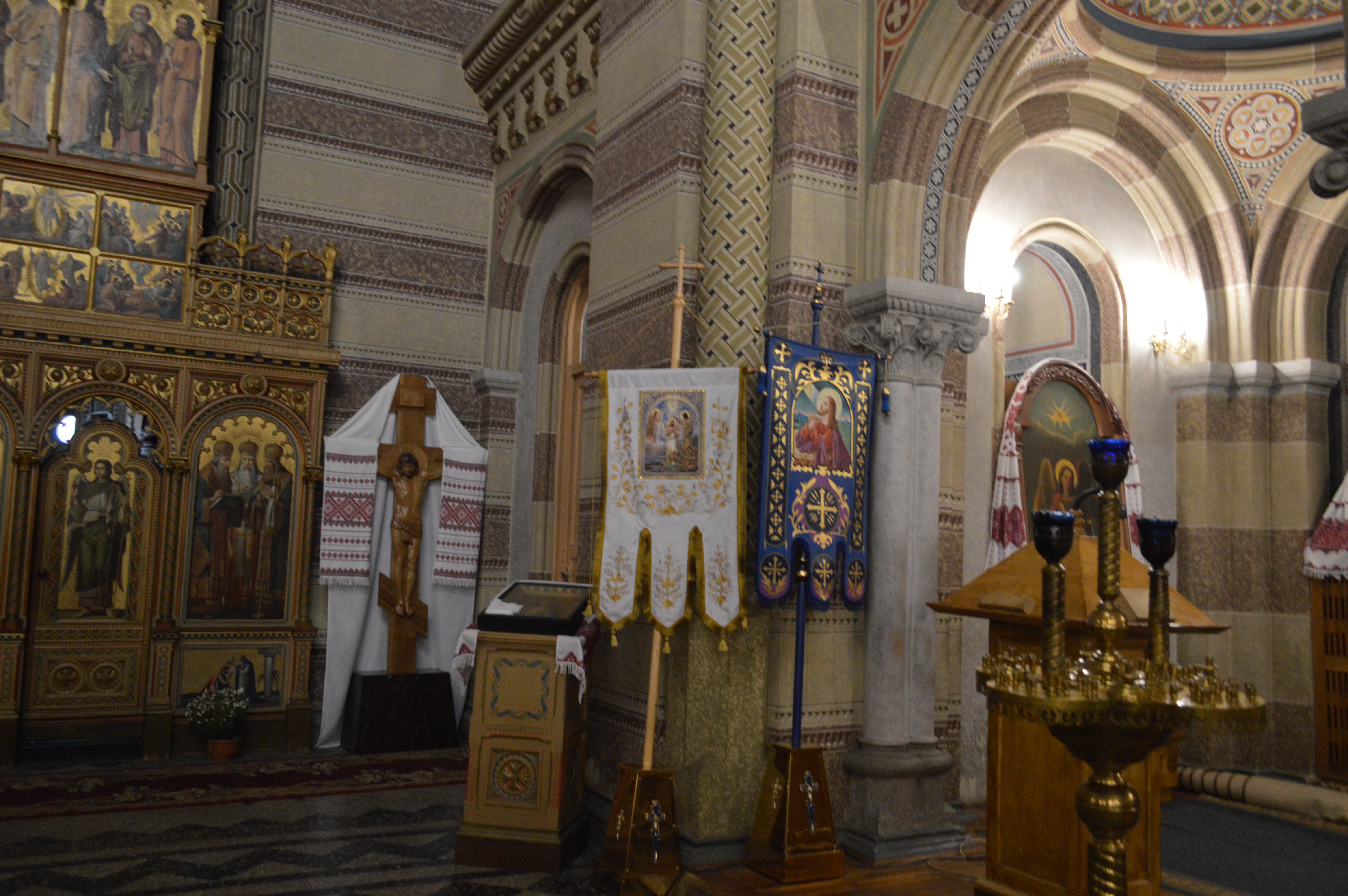
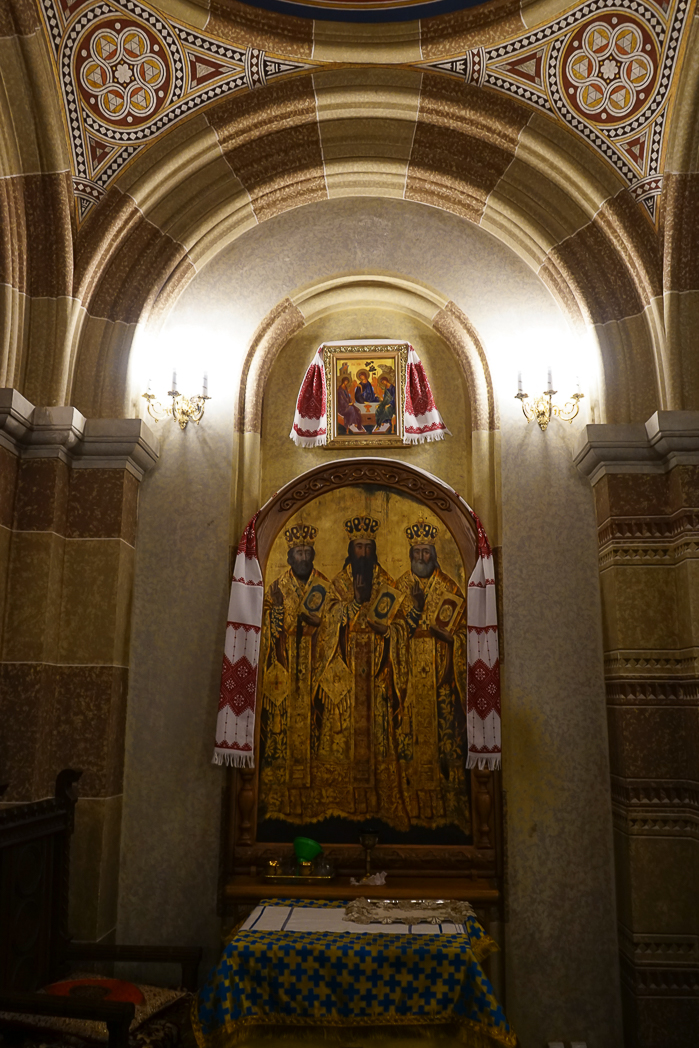
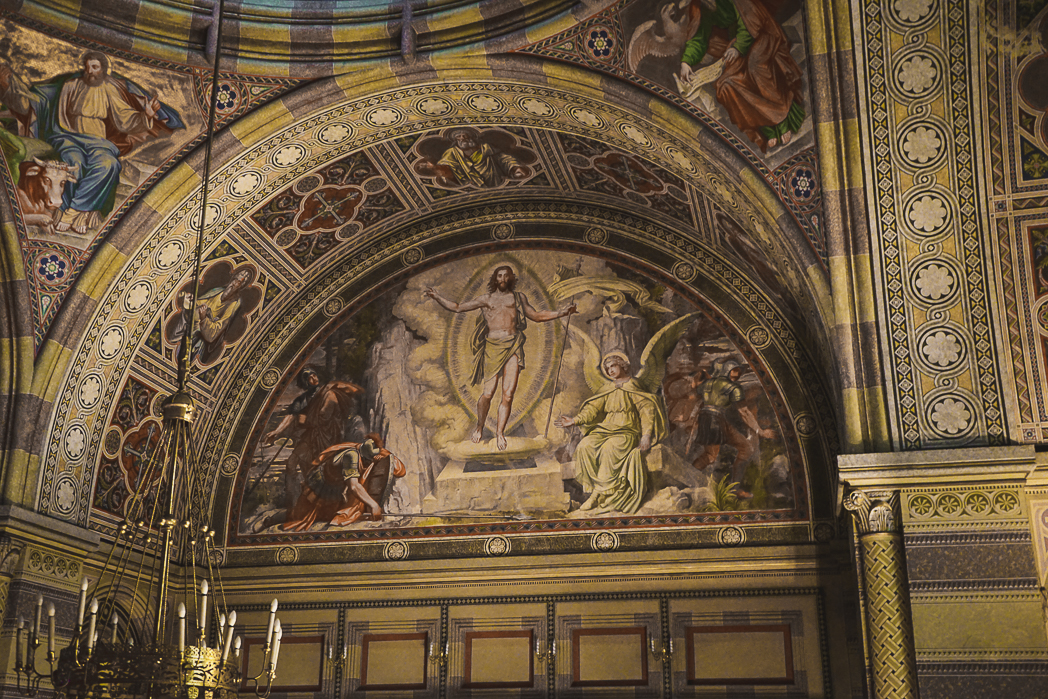
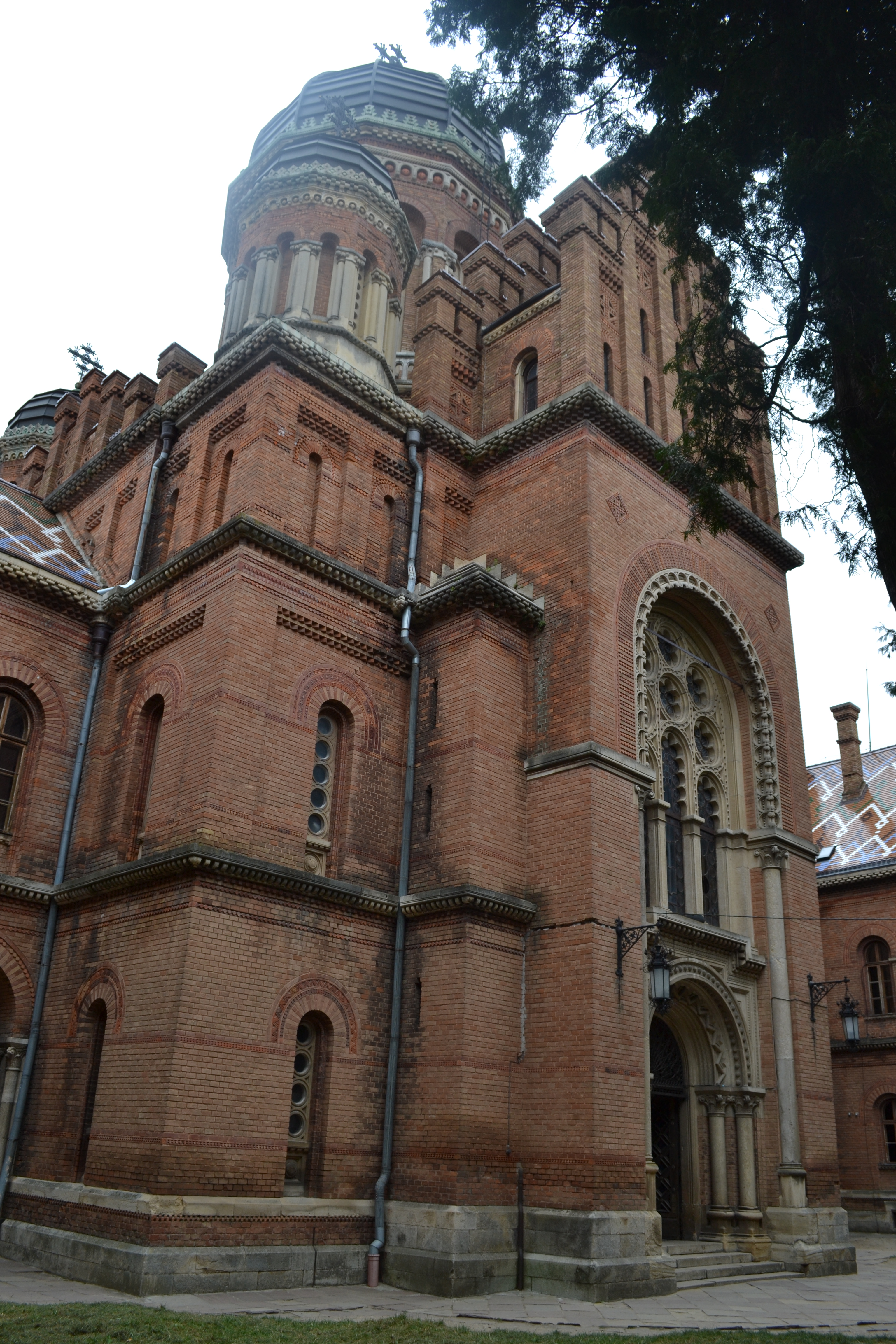
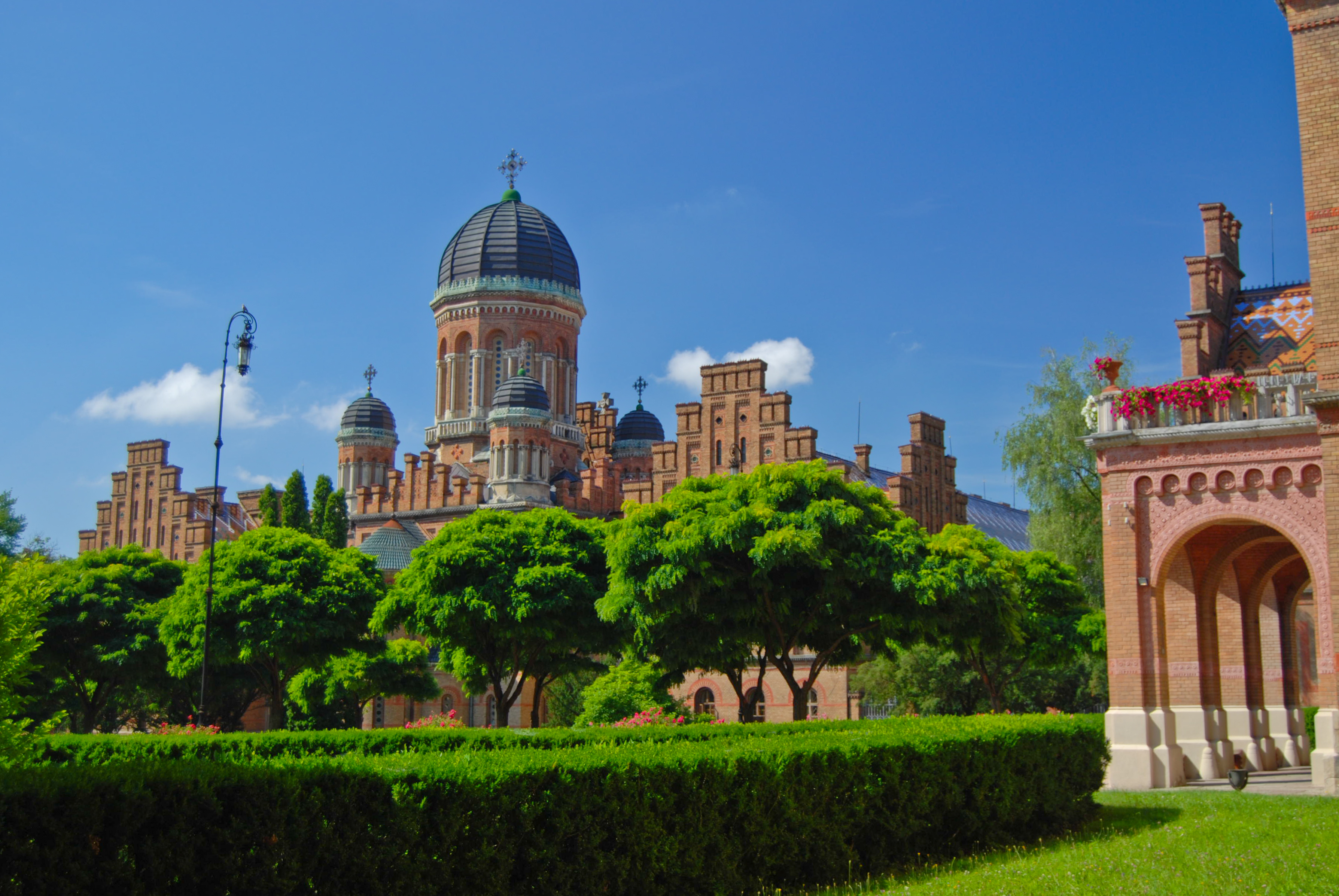
Icoană cu Eugenie Hacman, în fundal fiind Biserica Trei Ierarhi și Reședința mitropoliților Bucovinei și Dalmației din Cernăuți